# Lénárd Judit
Lénárd Judit, (dr. Echter Tiborné) (Kolozsvár, 1928. február 10. – Budapest, 1970. június 2.) magyar színésznő, televíziós bemondó, műsorvezető.

## Életpályája
Lénárd Miklós és Ambrus Katalin lánya. Pályáját színésznőként kezdte, 1951 és 1960 között számos szerepet alakított, majd Magyar Televízió első bemondó nemzedékének egyik népszerű tagja lett.
1964-ben ő lett televízió akkor induló Delta című közkedvelt tudományos magazin adásainak első műsorvezetője, majd 1967-ben a Kapcsoljuk című irodalmi sorozat műsorvezetője. Később Rodolfo beszélgetőpartnere volt az 1968-ban forgatott Képzőbűvészet című ismeretterjesztő sorozatban. Unokája B. Török Fruzsina író, dramaturg.
Súlyos betegségben szenvedett, és 1970. június 2-án öngyilkos lett.

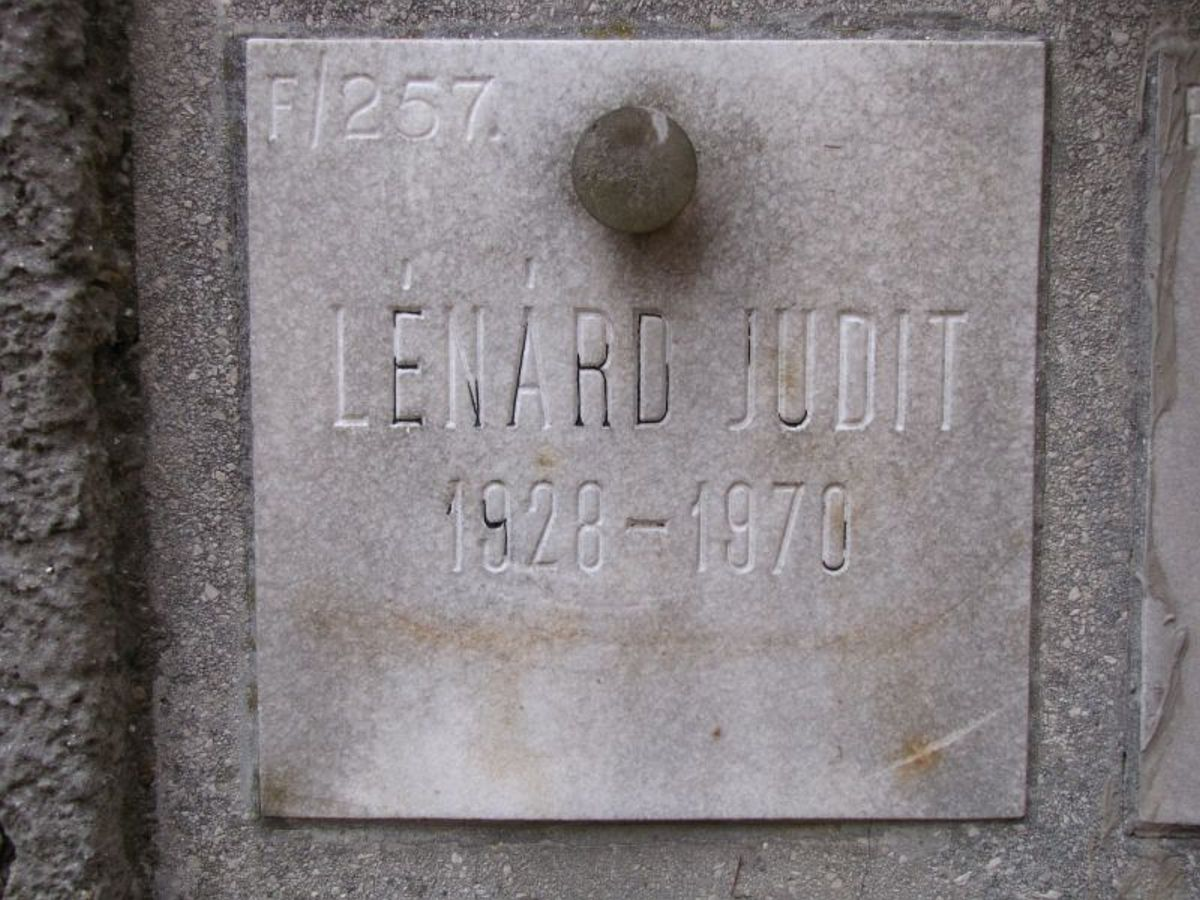
Sírja a Farkasréti temetőben (F/257)

## Emlékezete
Sírja a Farkasréti temetőben található. (F/257)

## Fontosabb színházi szerepei
A Színházi adattárban regisztrált bemutatóinak száma: 18; ugyanitt egy színházi felvételen is látható.
- Csokonai Vitéz Mihály: Kultura - Petronella (Honvéd Színház, 1950.12.)
- Katona József: Bánk Bán - Gertudis (Csokonai Színház, Debrecen 1951.02.24)
- William Shakespeare: Szentivánéji álom - Hippolyta (1951.06.17)
- Howard Fast: Harminc ezüstpénz - Hilda (Győri Kisfaludy Színház, 1952.09.23)
- Elina Zalita: A nőket illeti a szó - Anna, Péter felesége (Győri Kisfaludy Színház, 1952.09.24)
- Vagyim Nyikolajevics Szobko: A második front mögött - Tánja Jegorova (Győri Kisfaludy Színház, 1952.12.05)
- Konsztantyin Fjodorovics Iszajev -  Alekszandr Arkagyijevics Galics: Nem magánügy - Ljuba Popova (Győri Kisfaludy Színház, 1953.03.16)
- Urbán Ernő: Tűzkeresztség - Szíjjártóné, Sohár Lidi kulákasszony	(Győri Kisfaludy Színház, 1953.04.28)
- Szabó Pál - Balázs Sándor: Darázsfészek - Gonda Rozi (Ifjúsági Színház, 1954.04.17)
- Remenyik Zsigmond: Kard és kocka - Jozefa (Petőfi Színház, 1955.12.16)
- Friedrich Schiller: Don Carlos - Mondecar (Petőfi Színház, 1956.04.27)
- Edmond Rostand: A sasfiók - Udvarhölgy (Petőfi Színház, 1957.03.01)
- Hubay Miklós: Egyik Európa - Claire (Petőfi Színház, 1957.05.16)
- Bán Pál: Feleség kis hibával - Lida (Pest Megyei Petőfi Színpad, 1958.04.04)
- Harriet Beecher Stowe: Tamás bátya kunyhója - Eliza, George felesége  (Bartók Terem, 1960.12.25)